# Georgeta Damian
Georgeta Damian, född den 14 april 1976 i Dracsani i Rumänien, är en rumänsk roddare.
Hon tog OS-brons i åtta med styrman i samband med de olympiska roddtävlingarna 2008 i Peking.